# Concerviano
Concerviano és un comune (municipi) de la província de Rieti, a la regió italiana del Laci, situat a uns 60 km al nord-est de Roma i a uns 13 km al sud-est de Rieti. A 1 de gener de 2019 la seva població era de 271 habitants.
A la frazione de Pratoianni es troba l'Abadia benedictina de San Salvatore Maggiore.